# Campursari
Campursari(チャンプルサリ)は、インドネシアの音楽界において、インドネシア音楽のいくつかのジャンルが混ざり合ったもの（クロスオーバー）を表す言葉である。

## 概要
Campursariという言葉は、インドネシアにおいて影響力の強いジャワ語からとって付けられた。中央部から東部分のジャワ島地域におけるCampursari音楽は、特に、ガムランの変化と結びついて、西洋の楽器と組み合わさった。もしくは、その逆である。現実には、これら「聞き慣れない」楽器は、その地域の社会で好かれていた音楽の基本（ジャワスタイル）に従った。
Campursariは、Manthousが「Maju Lancar」というガムラングループを通して、1980年代終わりごろにキーボードを、ガムランのオーケストラに取り入れたことによって、初めて有名になった。その後、ジャワスタイル（クロンチョン）や、最終的にはダンドゥットといったような新しい要素が急速に入りこみ、2000年代には、ガムランとクロンチョンの混合（例：NurhanaのKena Goda）や、ガムランとダンドゥットの混合、また、クロンチョンとダンドゥットの混合（ディディ・クンポットの歌が有名）などの形が知られるようになった。

## 代表的な演奏者
Campursariの重要人物は何人かいるが、この項目では、特に大きな影響力を持った、Manthousとディディ・クンポットをあげる。

### Manthous
Manthousは1950年に、ジャワ島グヌンキドゥルのDesa Playenで生まれた。16歳のとき、ジャカルタへ行き、才能を生かして、音楽を演奏して歩きまわり、生計を立てるようになった。1969年に彼は、Budiman BJ. Kemudian指揮下の、Bintang Jakartaのケロンチョンオーケストラに参加。さらに1976年には、Benyamin S. Bieb Bluesの子であるBiebとともに、ロックファンキーBieb Bluesバンドグループを結成、ベーシストとして1980年まで活動した。その後、Idris Sardiと合同で、Gambang Kromong Benyamin S. Selainというグループを結成した。
これらの経験を通じてManthousは、さまざまな流派の音楽も習得した。ダンドゥット（dangdut、インドネシアのポピュラーミュージックの一派）の世界では、現在でもなお、ベーシストのお手本とされている。
1993年にManthousは、Grup Music Campursari Maju Lancar Gunung Kidulを結成。ジョグジャカルタのGunungkidul、Playenの地域の仲間や、友達をメンバーとした音楽グループと一緒に、大量のレコーディングをスマランで行った。このグループでは、すでにあったジャワのスタイルに、ロック、レゲエ、gambang kronbongなど、ほかの様式を織り交ぜたcampursariの独自性が、存分に披露された。また、Kutut ManggungやBowo Asmorondonoといった、ガムランの音楽にキーボードとベースギターのサウンドをとりいれた曲もあった。これらのカセットは、それぞれ50000本の売り上げを記録。1990年代半ばの一般的なカセット販売数から見れば、大ベストセラーであった。
これらの曲のなかには、Manthous自身が歌っているものもあるが、Sragen出身のSulasmi、Gungkidul出身のMinul、Karanganyar出身のSunyahiといった歌手たちが歌っているものもある。それらの中でヒットした代表的な曲としては、『Anting-anting』、『Nyidamsari』、『Gandrung』、『Kutut Manggun』などがある。

### ディディ・クンポット（Didi Kempot）
（本名Didi Prasetyo）は、Manthous以後のcampursariの重要人物である。1966年12月31日、ソロに生まれる。高校を2年で中退した後、音楽を演奏して歩きまわっていた。彼女の「路上生活」時代に作られた曲のなかには、『Stasiun Balapan』、『Terminal Tirtonadi』、『Tulung』、『Cucak Rowo』、『Wen-Cen-Yu』、『Yang Penting Hepi』、『Moblong Moblong』など、後年ヒットした曲も多い。特に『Cucak Rowo』は、その後のインドネシア国内で、何度もリメイクされることになった。
彼女の最初のアルバムは、1999年に発売された。ファーストアルバムには『Cidro』や『Stasiun Balapan』といった曲が含まれている。当時のカセット商人たちの注目度はむしろ低かった。しかしながら、その後ファーストアルバムが市場で大ヒットとなると、アルバム制作のオファーが殺到したため、1年で12枚ものアルバムを制作した。
今日でも、彼女の名前は非常に有名であり、campursariとジャワ式音楽のいわば代名詞といえる。ジャワ社会において彼女はスーパースターとみなされており、さらにインドネシアのみならず、スリナムやオランダでも有名である。スリナムの大統領ウェイデン・ボッシュが、1998年にインドネシアを訪問した際、彼女は大統領からプライベートで招待された。またオランダでは、ジャワスタイルの歌と音楽への献身が評価され、「Penyanyi Jawa Teladan」という賞を獲得した。

### 歌手
campursari音楽の世界で、有名な歌手が何人かいる。彼らの中には、作曲家として職業を成り立たせている者もいる。上記のManthous、ディディ・クンポットのほかに、以下が代表的な人物としてあげられる。
- Nurhana
- Anik Sunyahni
- Sulasmi
- Koko Thole